# Jaun (przełęcz)
Jaun (fr. Col du Jaun, niem. Jaunpass, 1509 m n.p.m.) – przełęcz w Alpach Berneńskich w Szwajcarii.
Przełęcz Jaun stanowi połączenie pomiędzy doliną rzeki Sarine a doliną Simmental. Jest tym samym przejściem z gminy Jaun w okręgu Gruyère w kantonie Fryburg do gminy Boltigen w kantonie berneńskim.
Droga jezdna, wiodąca przez przełęcz, została zaprojektowana pod koniec wojny francusko-pruskiej z 1870 r. i ukończona w 1878 r. Była użytkowana pierwotnie jako połączenie garnizonów wojskowych w Bulle i Thun. Wraz z rozwojem turystyki i narciarstwa oraz zagospodarowaniem turystycznym tej części Alp w drugiej połowie XX w. przełęcz nabrała znaczenia turystycznego.

## Galeria

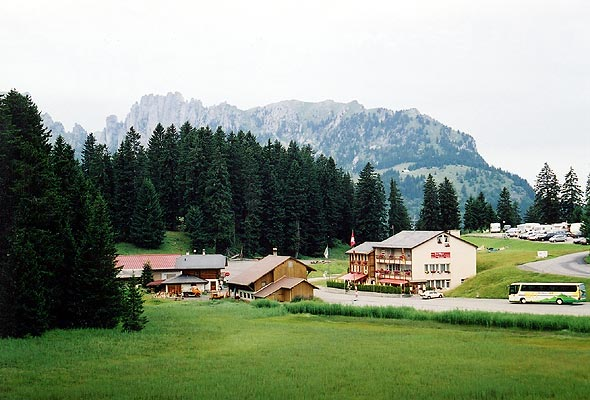
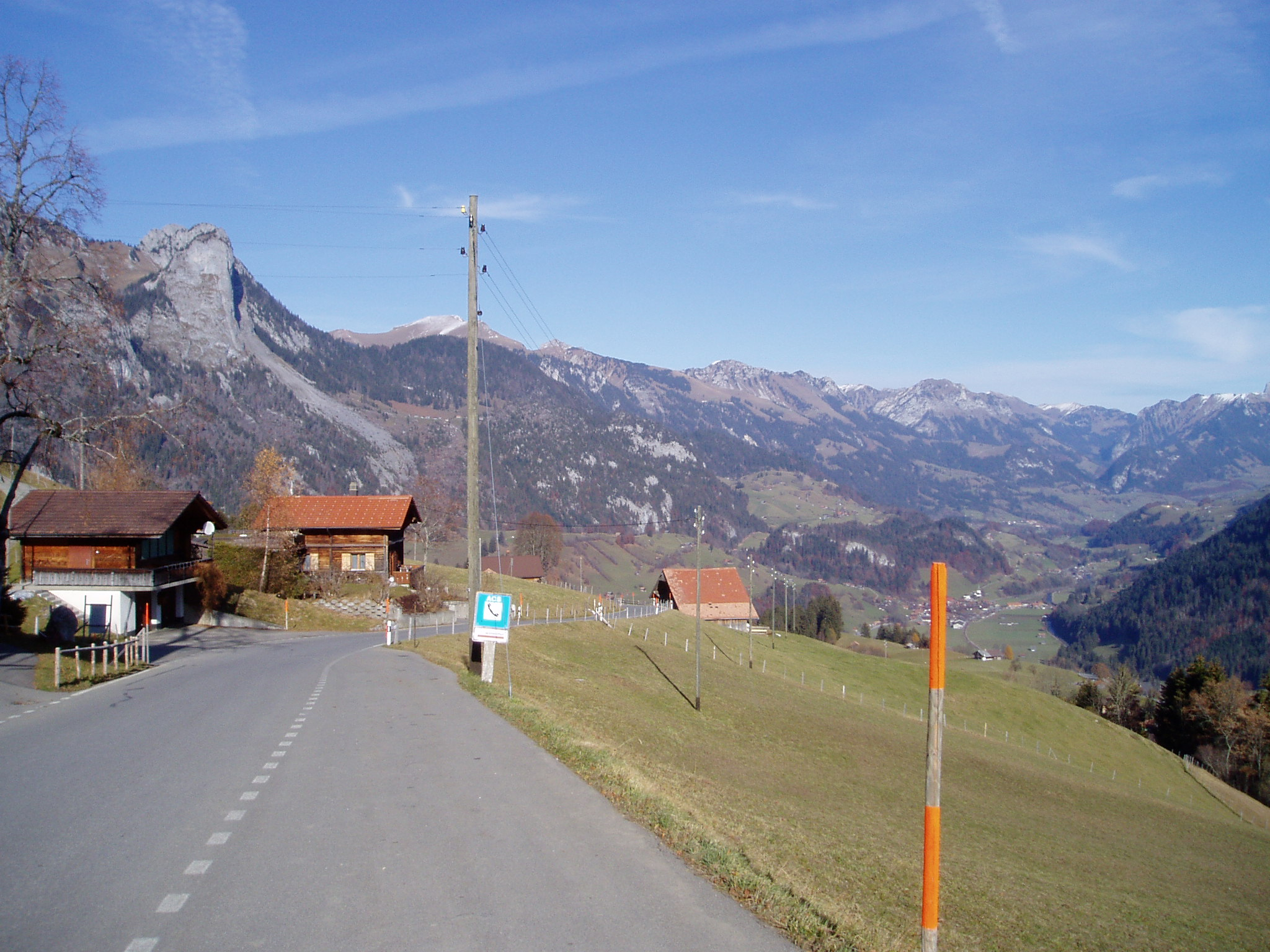